# All India Indira Congress (Tiwari)
Der All India Indira Congress (Tiwari) (AIIC(T)), ab 1997 All India Indira Congress (Secular) (AIIC(S)) war eine Partei in Indien, die von 1994 bis 1998 existierte.
Die Partei wurde von Dissidenten aus der Kongresspartei gegründet. Die Kongresspartei stellte zwischen 1991 und 1996 die Regierung Indiens unter Premierminister P. V. Narasimha Rao. Einzelne prominente Politiker der Kongresspartei waren mit dem Führungsstil Raos nicht einverstanden und warfen ihm vor, durch seine Politik die Wahlniederlagen der Kongresspartei in verschiedenen Bundesstaaten hauptsächlich mit verursacht zu haben. Eine Fraktion der Kongresspartei unter Arjun Singh und Kanwar Natwar Singh wählte 1994 den lokalen Kongresspartei-Vorsitzenden in Uttar Pradesh, Narayan Dutt Tiwari anstelle Raos zum neuen Vorsitzenden der Kongresspartei. Die Dissidenten wurden daraufhin aus der Kongresspartei ausgeschlossen und gründeten eine eigene Partei, den All India Indira Congress (Tiwari).
AIIC(T) wurde durch die Indische Wahlkommission am 12. März 1996 als nationale Partei anerkannt, kandidierte bei der Parlamentswahl in Indien 1996 unabhängig von der Kongresspartei und gewann landesweit 4,9 Millionen Stimmen (1,46 %) und 4 Wahlkreise in Madhya Pradesh, Uttar Pradesh (2) und Rajasthan. Nach diesem, als enttäuschend angesehenen Ergebnis und dem Rücktritt von Rao vom Parteivorsitz der Kongresspartei kehrten Tiwari und Singh Ende 1996 wieder zur Kongresspartei zurück. Teile der Partei existierten danach unter dem Namen All India Indira Congress (Secular) (AIIC(S)) weiter. Bei der Wahl zur Lok Sabha 1998 gewann Sis Ram Ola einen einzigen Wahlkreis für den AIIC(S) (4-Jhunjhunu in Rajasthan) und AIIC(S) erhielt landesweit 457.510 Stimmen (0,12 %).
Nachdem Sonia Gandhi Präsidentin der Kongresspartei geworden war und eine Einladung an alle Dissidenten der vergangenen Jahre ausgesprochen hatte, wieder zur Kongresspartei zurückzukehren, vereinigte sich der AIIC(S) 1998 wieder mit der Kongresspartei.